# Pietro Sassu
Pietro Costantino Alberto Sassu (Sassari, 7 luglio 1939 – Sassari, 1º luglio 2001) è stato un etnomusicologo e compositore italiano.

## Biografia
Nato in una famiglia di musicisti, il padre Giuseppe era un cornista e di conseguenza riceve fin da subito una buona educazione musicale. Ancora adolescente si trasferì a Roma dove, presso l'Accademia di Santa Cecilia, studiò il corno e conseguì il diploma, sotto la direzione del maestro Domenico Ceccarossi. All'accademia aveva frequentato anche il Centro Nazionale di Studi di Musica Popolare, diretto da Diego Carpitella. Studierà poi Composizione al Conservatorio Arrigo Boito di Parma e Paleografia musicale presso la Scuola Superiore di Paleografia e Filologia Musicale a Cremona. 
Sassu è stato uno studioso della musica popolare italiana, promuovendo ricerche etnomusicali interdisciplinari in diverse regioni italiane, tra cui la Lombardia, il Trentino e la Basilicata.
Ha pubblicato numerosi contributi sulla musica sarda, tra cui uno riferito al virtuoso delle launeddas Efisio Melis e una Collana discografica dedicata alla polivocalità religiosa di tradizione orale in Sardegna.
Negli anni ottanta è stato componente del Comitato di Direzione della rivista "Culture Musicali". Nel 1999 Sassu aveva fondato una rivista intitolata «Archivio di etnografia».
Nel dicembre del 1991, insieme allo storico Gian Paolo Mele, a Santu Lussurgiu, aveva organizzato il “Primo Congresso di Studi Liturgia e Paraliturgia nella Tradizione Orale”.
Nel 2007 a Sassari è nata l'associazione intitolata "Archivi Sassu".

## Scritti
- Suoni della tradizione, con introduzione di Pier Giuseppe Arcangeli, Sassari, 2012. ISBN 9788871385266.
- Diego Carpitella, Pietro Sassu, Leonardo Sole (a cura di), Musica sarda: canti e danze popolari, Udine, 2010 ISBN 978-88-6163-065-9.
- Le voci di Sassari: gobbule e altri canti, Udine, 2007 ISBN 978-88-6163-000-0
- con Renato Morelli  - Piero Arcangeli  -  Roberto Leydi, Canti liturgici di tradizione orale, Milano, Albatros 21, cofanetto di 4 Lp con allegato volume 1987, (ristampa 2011, Udine, Nota).
- Isa Melli e Pietro Sassu, La civiltà delle acque: dall'acqua la vita e la morte. Sant'Alberto di Ravenna, Bologna, Cappelli ed., 1985.
- con Glauco Sanga (a cura di), Cantori di Premana: i protagonisti, Milano, Albatros, 1977.
- La góbbula sassarese nella tradizione orale e scritta, in «Archivio Etnico Linguistico Musicale», Roma 1968, pp. 16-35.
- Il maestro Luigi Canepa, Gallizzi, 1961.

## Discografia
- Piero Arcangeli, Roberto Leydi, Renato Morelli e Pietro Sassu (a cura di), Canti liturgici di tradizione orale: la prima raccolta organica del canto liturgico e paraliturgico di tradizione orale in Italia, con la collaborazione di Carlo Oltolina, Milano, 1988. (Registrazione sonora musicale e Monografia realizzate in occasione dell'Anno europeo della musica 1985) ISBN 978-88-6163-080-2.
- Diego Carpitella, Pietro Sassu, Leonardo Sole (a cura di), Musica sarda. Vol. 1 - Vol. 2 - Vol. 3: Canti e danze tradizionali: Canti monodici, Milano, Albatros, 1973.
- Diego Carpitella, Pietro Sassu, Leonardo Sole (a cura di), Musica sarda: canti e danze tradizionali, Milano, Albatros, 1986.
- Efisio Melis "Les Launeddas En Sardaigne" (1930-1950) - Avec Gavino De Lunas et Antonio Pisano, (CD) con testi di Pietro Sassu e Roberto Leydi, Sylex Y225106,  1994.